# Легенда про Нараяму (фільм, 1983)
«Легенда про Нараяму» (яп. 楢山節考, Нараяма бусіко:) — японський фільм-драма 1983 року режисера Сьохея Імамури, заснований на переробці однойменного фільму Кейсуке Кіношіти. Сюжет створено на основі однойменної книги Шічіро Фукадзави. Володар «Золотої пальмової гілки» 36-го Каннського міжнародного кінофестивалю.

## Сюжет
Дія фільму відбувається у XIX столітті в маленькому японському селі, ізольованому від решти світу через його розташування, жителі якого ведуть майже примітивний спосіб життя. Пори року змінюються, все завмирає в зимовий період, але і природа і люди відроджуються знову навесні. Земля не родюча, не може нагодувати всіх, і багато людей голодують. Тільки старшому синові у сім'ї дозволено вступати в шлюб. Решта повинні залишатися робітниками. Немовлят чоловічої статі тут просто вбивають і пускають на добриво для городу, а дівчаток продають або вимінюють на сіль. Сім'ю, що зазіхнула на чужий урожай, ховають живцем разом з дітьми і вагітними жінками, а людей похилого віку, що досягли 70-річчя, відносять на вершину священної гори Нараяма і залишають помирати наодинці.
У цьому селі живе стара жінка Орін зі своїми синами. Їй 69 років, вона все ще міцна і сильна, але попри це, дуже скоро повинна буде вирушити на Нараяму, як того вимагає давня традиція. Правда, перед смертю Орін треба закінчити деякі важливі справи. Її старший син-вдівець повинен знайти собі нову дружину, другий — уперше пізнати жінку, а онука необхідно навчити деяким життєвим істинам.
Син Орін Тацухей, якому наказано виконати волю предків, ніжно любить свою матір і не бажає їй смерті, адже на матері лежить усе господарство, і вона прекрасно з ним справляється. Щоб допомогти синові переламати себе, Орін вибиває каменем собі зуби, тепер вона не зможе їсти, і синові буде легше позбавити сім'ю від тягаря. Коли приходить час, Тацухей саджає жінку собі на спину і несе її на гору. Стара Орін залишається одна, і білий сніг тихо падає на її сиву голову.
Повернувшись додому, Тацухей по-іншому дивиться на свого сина, адже колись і він повинен буде віднести батька назустріч смерті від голоду і спраги.

## У ролях

Кадр з фільму

| Кен Огата ···· Тацухей                             |
| Суміко Сакамото ···· Орін, мати Тацухея            |
| Томпей Хідарі ···· Ріске, брат Тацухея             |
| Акі Такедзьо ···· Тамаян, дружина Тацухея          |
| Сьоіті Одзава ···· Кацудзо                         |
| Фудзіо Токіта ···· Дзінсаку                        |
| Сейдзі Курасакі ···· Кесакіті, старший син Тацухея |

| Каору Сімаморі ···· Томекіті, молодший син Тацухея |
| Міцуко Байсьо ···· Оей, молода вдова               |
| Кесі Такаміне ···· Араясікі                        |
| Тайдзі Тонояма ···· Теруян                         |
| Нідзіко Кійокава ···· Окане, стара вдова           |
| Норіхей Мікі ···· Сіоя, старий торговець сіллю     |
| Рютаро Тацумі ···· Матаян, старий сусід            |

## Знімальна група
- Автор сценарію — Сьохей Імамура (за романом Легенда про Нараяму Сітіро Фукадзави)
- Режисер-постановник — Сьохей Імамура
- Продюсери — Горо Кусакабе, Дзіро Томода
- Композитор — Сін'їтіро Ікебе
- Оператори — Хіроші Каназава, Шігеру Комацубара, Масао Тотідзава
- Монтаж — Тосіхіко Кодзіма, Фусако Мацумото, Хайме Окаясу
- Художник-постановник — Горо Кусакабе
- Художник по костюмах — Кьото Исьо
- Артдиректори — Хісао Інагакі, Тадатака Йосіно
- Звук — Кеніші Бенітані
- Спецефекти — Йошіо Коджіма

## Визнання
| Нагороди та номінації фільму «Легенда про Нараяму» | Нагороди та номінації фільму «Легенда про Нараяму» | Нагороди та номінації фільму «Легенда про Нараяму» | Нагороди та номінації фільму «Легенда про Нараяму» | Нагороди та номінації фільму «Легенда про Нараяму» | Нагороди та номінації фільму «Легенда про Нараяму» |
| Рік                                                | Кінофестиваль/кінопремія                           | Категорія/нагорода                                 | Номінант                                           | Результат                                          |                                                    |
| -------------------------------------------------- | -------------------------------------------------- | -------------------------------------------------- | -------------------------------------------------- | -------------------------------------------------- | -------------------------------------------------- |
| 1983                                               | 36-й Каннський міжнародний кінофестиваль           | Золота пальмова гілка                              | Легенда про Нараяму                                | Перемога                                           |                                                    |
| 1983                                               | Гавайський міжнародний кінофестиваль               | Найкращий оператор                                 | Масао Тотідзава                                    | Перемога                                           |                                                    |
| 1984                                               | Премія Японської академії                          | Найкращий фільм                                    | Легенда про Нараяму                                | Перемога                                           |                                                    |
| 1984                                               | Премія Японської академії                          | Найкращий режисер                                  | Сьохей Імамура                                     | Номінація                                          |                                                    |
| 1984                                               | Премія Японської академії                          | Найкращий актор                                    | Кен Огата                                          | Перемога                                           |                                                    |
| 1984                                               | Премія Японської академії                          | Найкраща акторка                                   | Суміко Сакамото                                    | Номінація                                          |                                                    |
| 1984                                               | Премія Японської академії                          | Найкраща акторка другого плану                     | Міцуко Байсьо                                      | Номінація                                          |                                                    |
| 1984                                               | Премія Японської академії                          | Найкращий сценарій                                 | Сьохей Імамура                                     | Номінація                                          |                                                    |
| 1984                                               | Премія Японської академії                          | Найкращий оператор                                 | Масао Тотідзава                                    | Номінація                                          |                                                    |
| 1984                                               | Премія Японської академії                          | Найкращий звук                                     | Кеніші Бенітані                                    | Перемога                                           |                                                    |
| 1984                                               | Премія Японської академії                          | Найкраща музика до фільму                          | Сін'їтіро Ікебе                                    | Номінація                                          |                                                    |
| 1984                                               | Премія Блакитна стрічка                            | Найкращий актор                                    | Кен Огата                                          | Перемога                                           |                                                    |
| 1984                                               | Премія Майніті                                     | Найкращий актор                                    | Кен Огата                                          | Перемога                                           |                                                    |
| 1984                                               | Премія Майніті                                     | Найкращий звук                                     | Кеніші Бенітані                                    | Перемога                                           |                                                    |